# ستيف أتكينسون
ستيف أتكينسون (8 ديسمبر 1952 في المملكة المتحدة - ) (بالهولندية: Steve Atkinson)‏ هو لاعب كريكت هولندي. شارك مع منتخب هولندا للكريكت. أما مع النوادي، فقد لعب مع نادي مقاطعة دورهام للكريكت ‏ والمقاطعات الوطنية للكريكيت الإنجليزي والويلزي ‏.